# Gaza-Jericho-Abkommen
Das Abkommen über die palästinensische Teilautonomie im Gazastreifen und im Gebiet von Jericho, kurz Gaza-Jericho-Abkommen, auch Kairoer Abkommen oder Abkommen von Kairo genannt, wurde am 4. Mai 1994 in Kairo von Jitzchak Rabin für Israel und Jassir Arafat für die PLO unterzeichnet.
Dieses Abkommen entstand in Folgeverhandlungen zur 1993 vereinbarten Prinzipienerklärung über die vorübergehende Selbstverwaltung. Es führte zu einer Präzisierung der Autonomierechte Palästinensischer Gebiete.
Die Palästinensische Autonomiebehörde (Artikel III, „Transfer of Authority“) wurde gegründet und Jassir Arafat am 5. Juli 1994 ihr erster Präsident. Es wurden ihr selbstzuverwaltendes Gebiet zugesprochen. Durch das Abkommen fielen die Stadt Jericho und der Gaza-Streifen unter palästinensische Kontrolle (mit Ausnahme der israelischen Gebiete).
Andere Teile dieses Abkommens regelten die wirtschaftliche Verwaltung der Palästinensischen Gebiete und ihre Verzahnung mit der israelischen Wirtschaft, außerdem sahen die Vertragspartner die Bildung einer Palästinensischen Zivilpolizei (PCP) vor.
Das Abkommen ging leicht verändert im Interimsabkommen über das Westjordanland und den Gazastreifen vom 24. und 28. September 1995 auf (Oslo II).